# Falteshütte
Die Falteshütte ist eine private Schutzhütte. Sie darf weiter von der Sektion Würzburg des Deutschen Alpenvereins genutzt werden und befindet sich unterhalb des Kalbensteins auf 180 m ü. NHN und oberhalb des Mains zwischen den Orten Karlstadt und Gambach.

## Geschichte
Auf Initiative und unter der Leitung von Heribert Faltenbacher errichteten 1940 die Mitglieder der Sektion Würzburg des Deutschen Alpenvereins auf eigenem Grundstück unterhalb der Felswände des Kalbensteins eine Schutz- und Rasthütte. Zur Würdigung des Initiators wurde die Hütte Faltes-Hütte genannt. Zwischen 1991 und 1994 wurde die Hütte ausgebaut und bis zur heutigen Größe erweitert.
Allerdings enthielt die Baugenehmigung keine Erlaubnis, dass im Dachgeschoss der Hütte übernachtet werden durfte, auch wenn dies viele Jahre lang erfolgte. Als dies 2016 auffiel, wurden die Übernachtungen eingestellt. Eine entsprechende Genehmigung ist auch nicht nachträglich erteilbar. Da für notwendige Sanierungen ein Betrag von 50.000 Euro aufzubringen war sowie für die Hütte ohne Übernachtung jährliche Betriebskosten von 10.000 – 15.000 Euro entstehen, entschloss sich die Sektion im September 2019 zum Verkauf der Hütte. Nachdem weder Stadt, Landkreis noch andere Sektionen ein Interesse an der Hütte hatten, erfolgte Ende September 2020 der Verkauf an ein Vereinsmitglied. Die Sektion darf die Hütte einschließlich der Parkplätze und des Klettersteiges neben der Hütte weiter nutzen.
Zwischen 2003 und 2004 erbaute der Verein einen Wanderweg von der Falteshütte zur Gambacher Grotte.

## Lage und Infrastruktur
Die Falteshütte liegt in unmittelbarer Nähe zur Bahnstrecke und dem Main an der Gmündener Straße (B 26) zwischen Karlstadt und Gambach. Sie verfügt über zwei Aufenthaltsräume für 25 und 50 Personen. Bewirtung durch die Sektion besteht nur an Sonn- und Feiertagen zwischen März und Dezember. Angebunden ist die Hütte an einen nahegelegenen Parkplatz sowie über Wanderwege zur Gambacher Grotte und in das Naturschutzgebiet Grainberg-Kalbenstein. Zusätzlich beginnt neben der Hütte der Lenzsteig, ein Klettersteig zum Edelweiß (Gipfelkreuz) auf dem Kalbenstein mit Klettergarten.

### Gipfelbesteigungen

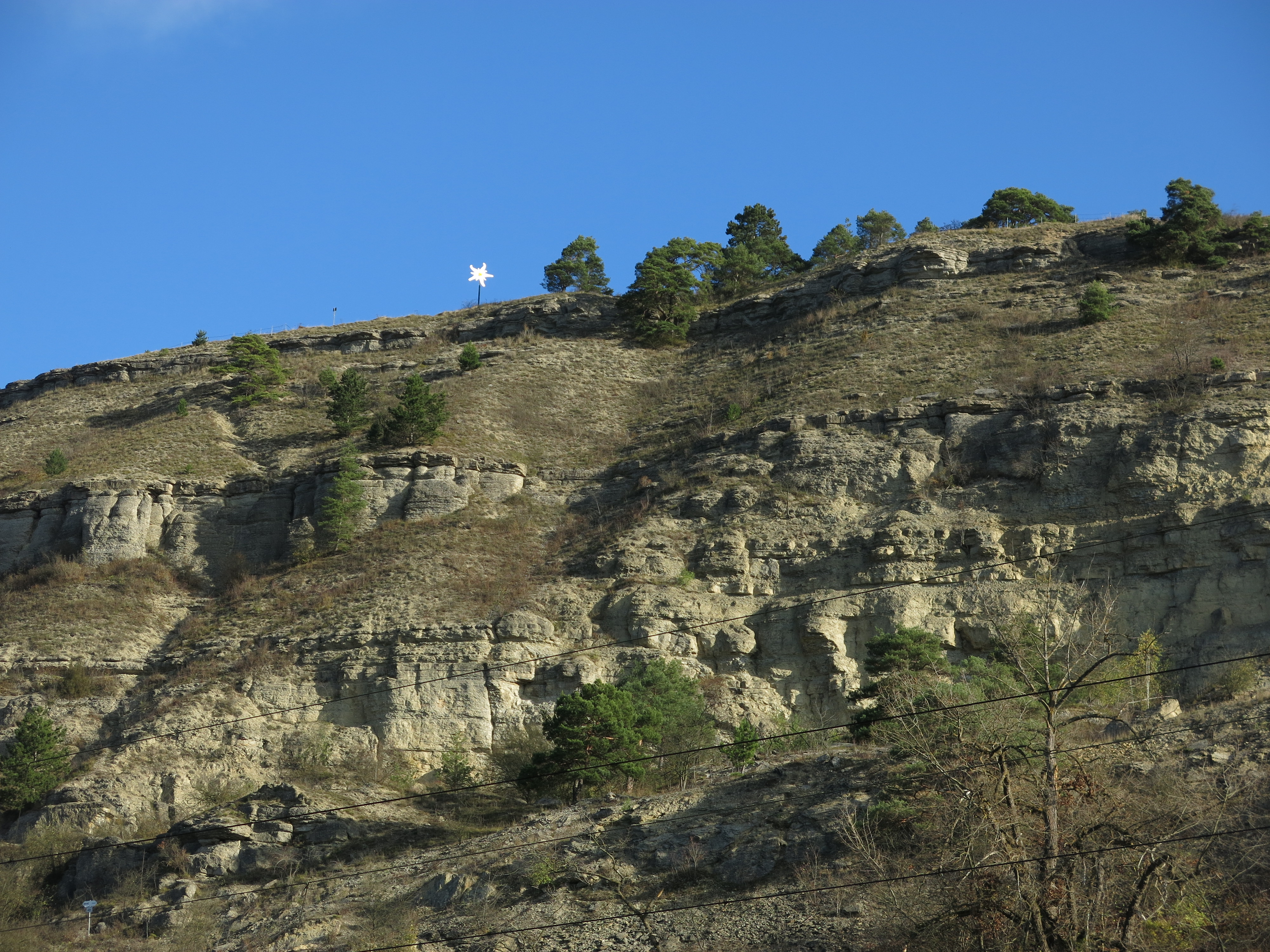
Kalbenstein mit Edelweiß

- Kalbenstein (295 m ü. NHN), Lenzsteig[7]